# Adenstedt
Adenstedt è una frazione del comune tedesco di Sibbesse, in Bassa Sassonia.
Già comune autonomo, il 1º marzo 1974 al territorio comunale di Adenstedt fu unito quello dei soppressi comuni di Grafelde e Sellenstedt.
Apparteneva alla comunità amministrativa di Sibbesse.
Il comune di Adenstedt fu soppresso il 1º novembre 2016 e unito a Sibbesse.